# 大麻成瘾
大麻使用障礙（英語：Cannabis use disorder，縮寫CUD），又稱大麻依赖或大麻成瘾、大麻上瘾、大麻瘾，是指因吸食大麻或使用大麻的主要精神活性物質四氢大麻酚（THC）所产生的以心理依赖（意同精神依赖）为主的物质依赖。经常使用大麻的人约有10%会发生大麻成瘾。亦有相关医学人士称针对大麻成瘾并无有效药物可治疗，多数是通过使用者自身的意志力。

## 症狀和体征
滥用大麻会导致眼红、焦虑、妄想等诸多生理、心理的症状，而出现大麻成瘾的多数情况与使用者自身的心理健康问题有关，如对于心理亚健康人士或精神疾病患者来说，停止使用大麻比较困难。
有研究表明大脑仍在发育的时候吸食大麻可能对神经发育和后来的认知功能产生有害影响。

### 戒断反应
一般情况下，少量使用大麻或者间歇使用大麻不太会产生戒断反应，戒断反应多发生在流行吸食大麻地区的较大剂量使用者身上。当一个经常使用大麻的人突然停止使用的时候，可能会产生包含胃肠道功能紊乱、食欲下降、外界温度感知异常在内的诸多种生理戒断反应，也可能会产生解離、焦虑、烦躁、抑郁、失眠等精神症状。上述生理与心理症状通常会发生在停止使用大麻的第二天，并且会在四五天之后达到高峰，之后逐渐减轻。

## 诊断
大麻使用障碍在《精神疾病诊断与统计手册》第五版（DSM-5）当中亦有记录。普遍根据患者在大麻戒断期间的表现而诊断。

## 治疗

### 心理治疗
心理干预，包括认知行为疗法（CBT）、动机增强疗法（MET）、应急管理（CM）、支持表达心理疗法（SEP）、家庭和系统干预，也可以借用戒酒时候的十二步项目。

### 药物治疗
目前没有针对大麻成瘾的有效药物，亦有医学人士称大麻成瘾并无有效药物可治疗。但现时则有三方面的对大麻戒断症状的药物治疗研究：包括激动剂替代、拮抗剂和其他神经递质系统的调节。如可以使用屈大麻酚替代。少数人群使用了治疗帕金森病的药物恩他卡朋之后对大麻的渴求度减少，多种用途的药物乙醯半胱氨酸也有减少对大麻的渴望度的功效。对于有抑郁戒断反应的人，可以服用抗抑郁药丁螺環酮。

## 备注
1. ↑  拉瓜迪亚委员会有研究称吸食大麻不会导致医学意义上的成瘾[1]。对大麻的依赖主要以心理依赖为主。